# Valeriana rigida
Valeriana rigida är en kaprifolväxtart som beskrevs av Hipólito Ruiz López och Pav. Valeriana rigida ingår i släktet vänderötter, och familjen kaprifolväxter. Utöver nominatformen finns också underarten V. r. tenuifolia.

## Bildgalleri

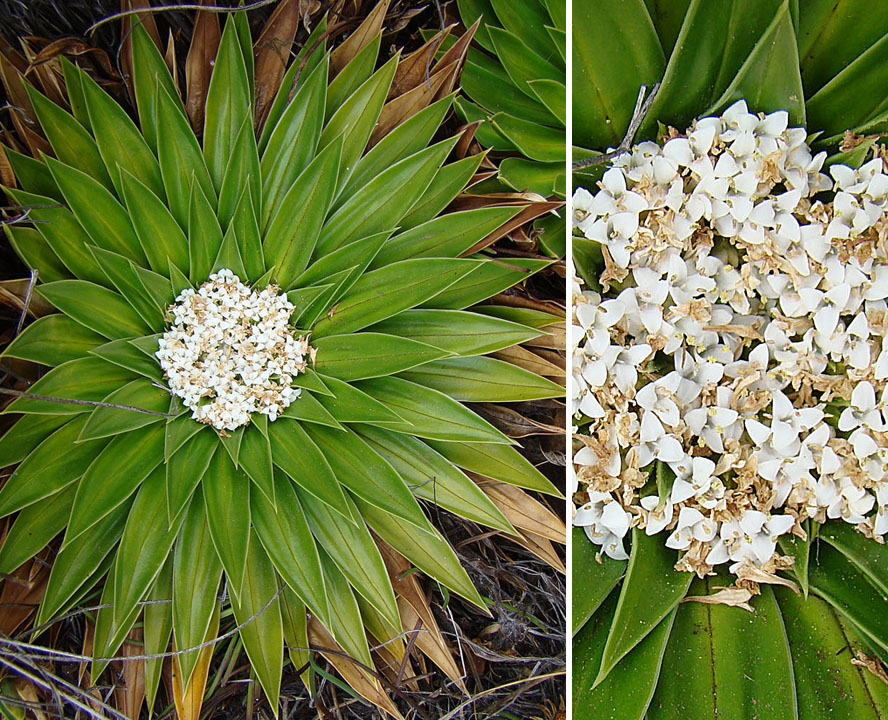
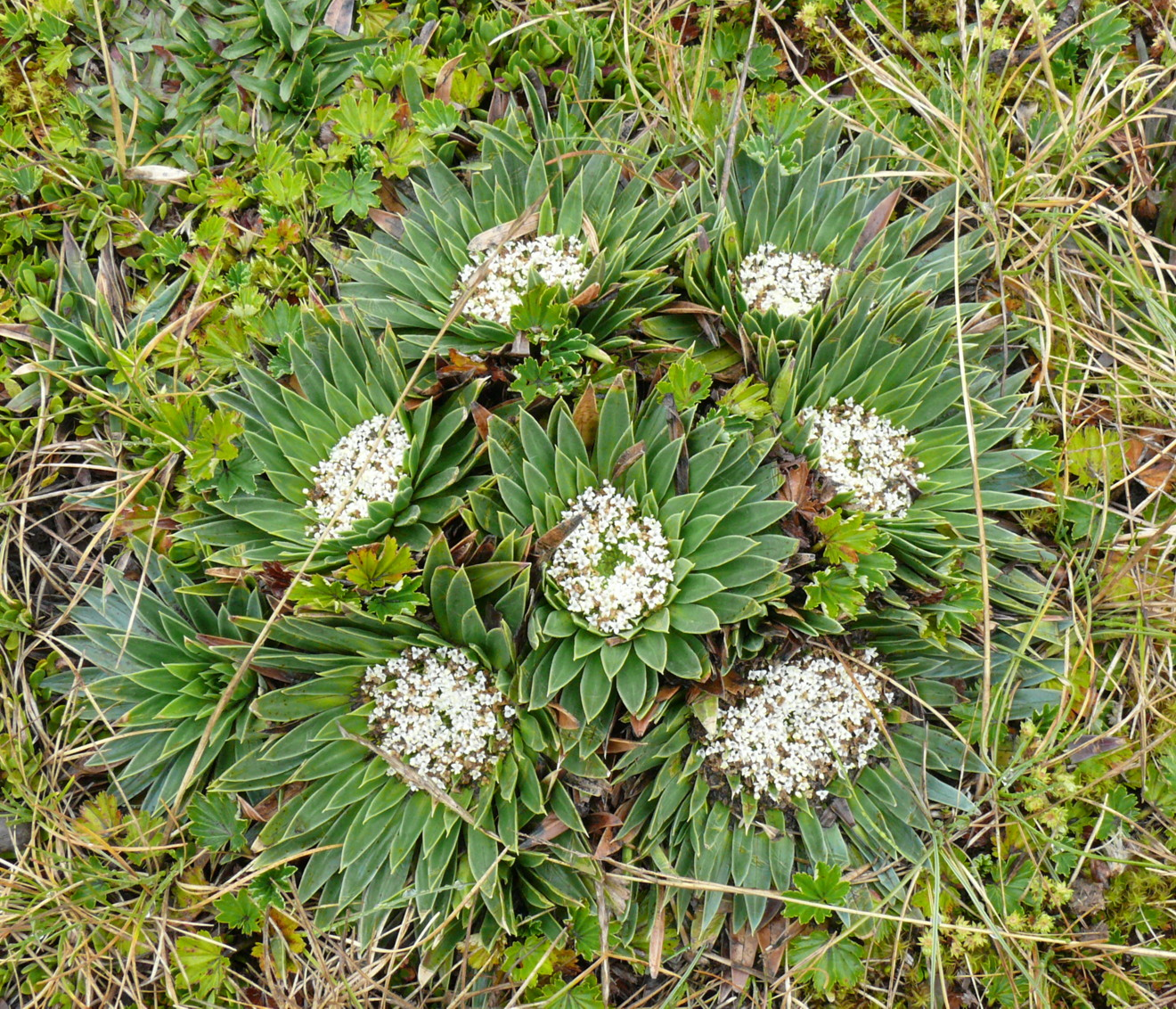
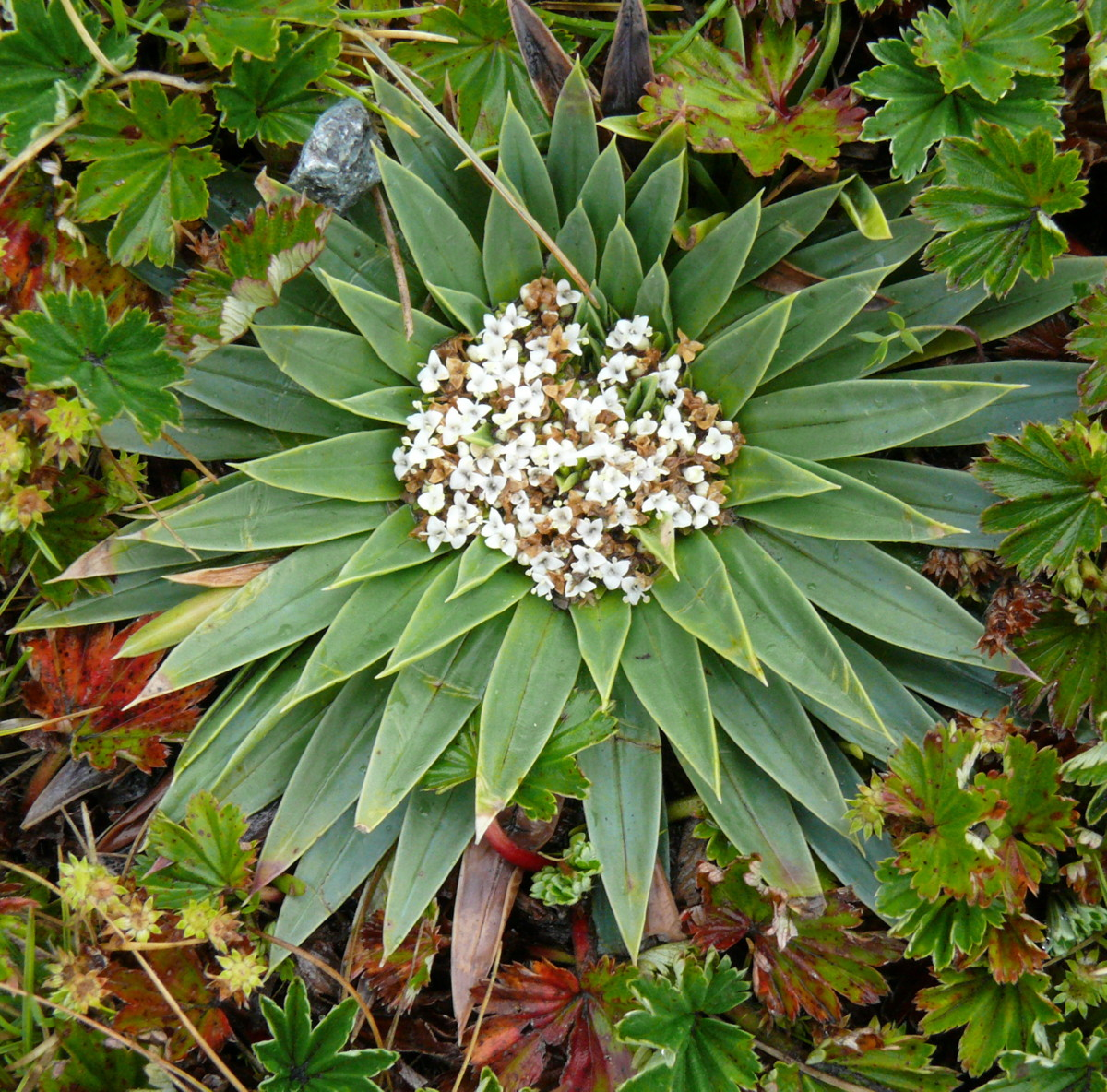